# Franz I. (Sachsen-Lauenburg)
Franz I. von Sachsen-Lauenburg (* 1510; † 19. März 1581 in Buxtehude) war von 1543 bis 1581 Herzog von Sachsen-Lauenburg aus dem Hause der Askanier. Er war der älteste Sohn von Magnus I., Herzog von Sachsen-Lauenburg-Ratzeburg, und Katharina von Braunschweig-Wolfenbüttel.

## Leben
Schon zu Beginn seiner Herrschaft fiel Franz I. dadurch auf, dass er Verträge, die sein Vater geschlossen hatte, nicht einhielt. So verweigerte er trotz kaiserlichen Befehls die Rückgabe beschlagnahmter Güter wie der Petrikirche in Ratzeburg an das Stift Ratzeburg. Der Herzog war bis dahin bei Kaiser Karl V. gut angesehen, da er 1546 nicht dem Schmalkaldischen Bund beigetreten war, sondern Truppen für den Kaiser geworben hatte.
Nach dem Tod des Ratzeburger Bischofs Georg von Blumenthal versuchte er vergeblich, seinen neunjährigen Sohn Magnus zum Bischof wählen zu lassen, gewählt wurde jedoch Christoph von der Schulenburg. Daraufhin rief der Herzog den Söldnerführer Vollrad von Mansfeld mit seinen Truppen ins Land. Heinrich von Braunschweig versuchte ihn davon vergeblich abzuhalten. Die Truppen plünderten am 23. Mai 1552 den Ratzeburger Dom. Mansfeld blieb zwei Monate und gegen eine Zahlung von 4.000 Talern brannte er den Dom nicht nieder. Das Geld liehen die Domherren sich bei Nikolaus Bardewik, dem Bürgermeister von Lübeck, und verpfändeten dafür einen Teil des Stiftsbesitzes.
1554 trat Bischof Christoph von der Schulenburg zurück, und wieder versuchte Franz I., seinen Sohn Magnus als Bischof wählen zu lassen. Auch dieses Mal scheiterte er und das Domkapitel entschied sich für Christoph von Mecklenburg.
Am 18. September 1558 besetzte er das Birgittenkloster Marienwohlde bei Mölln, das die Schwestern aber an Lübeck verkauft hatten. Das führte zu langjährigen Streitigkeiten zwischen Lübeck und Sachsen-Lauenburg.
Als 1568 Magnus II. die schwedische Prinzessin Sofia Wasa heiratete, war das Land durch die vielen Fehden fast pleite. Franz I. hatte die meisten seiner Schlösser und Güter verpfänden müssen. Die 100.000 Taler Mitgift konnten einen Teil davon auslösen. Am 15. Januar 1571 trat er zugunsten seines Sohnes Franz II. zurück.
Aber im Winter 1571 besetzte Magnus II. Ratzeburg und Franz I. unterschrieb in Lüneburg einen Vertrag, der Magnus II. das Herzogtum zuerkannte. Die anderen Söhne sollten mit Geld entschädigt werden. Magnus versprach, für alle Schulden aufzukommen. Mit seinem brutalen Vorgehen und der Verweigerung der Schuldzahlungen verprellte er aber alle.
Franz II. erwirkte eine Untersuchung durch den Kaiser, sammelte Truppen und versuchte, Magnus in Ratzeburg zu verhaften. Der konnte aber nach Dannenberg entkommen.
1574 übernahm Franz I. wieder die Regierung und nach etlichem Streit ging Franz II. zum Kriegsdienst in die Niederlande. Magnus II. konnte aber wegen seiner Schulden keine Unterstützung zur Übernahme der Regierung mehr bekommen. Nach dem Tod von Franz I. übernahmen die Brüder gemeinsam die Regierung. 1588 konnte Franz II. einen Haftbefehl gegen Magnus II. erwirken und übernahm das Herzogtum alleine.

## Nachkommen
Am 8. Februar 1540 heiratet er in Dresden Sibylle von Sachsen, die Tochter von Heinrich von Sachsen und Katharina von Mecklenburg. Aus seiner Ehe sind folgende Kinder bekannt:
- Albrecht (1542–1544)
- Dorothea (1543–1586)

⚭ 1570 Herzog Wolfgang von Braunschweig-Grubenhagen (1531–1595)
- Magnus II. (1543–1603), Herzog von Sachsen-Lauenburg

⚭ 1568 Prinzessin Sophie von Schweden (1547–1611)
- Franz II. (1547–1619), Herzog von Sachsen-Lauenburg

⚭ 1. 1574 Prinzessin Margarete von Pommern (1553–1581)
⚭ 2. 1582 Prinzessin Marie von Braunschweig-Wolfenbüttel (1566–1626)
- Heinrich (1550–1585), Erzbischof von Bremen

⚭ 1575 Anna von Broich
- Moritz (1551–1612)

⚭ 1581 (gesch. 1582) Katharine von Spörck
- Ursula (1552/3–1620)

⚭ 1580 Herzog Heinrich I. von Braunschweig-Dannenberg (1533–1598)
- Friedrich (1554–1586), Domherr in Köln und Bremen, Chorbischof und Schatzmeister des Kölner Domkapitels
- Sidonie Katharina († 1594)

⚭ 1. 1567 Herzog Wenzel III. Adam von Teschen (1524–1579)
⚭ 2. 1586 Emerich III. Forgach, Obergespan von Trentschin
Illegitime Nachkommen des als sehr liederlich geltenden Fürstenhauses trugen häufig die Namen „Rautenkrantz“ oder „Rautenstein“ (der Rautenkranz war Teil des Wappens der Herzöge). Der nachfolgende Sohn entsprang wohl (anders als Katharina von Sachsen, s. u.) nicht der Liebschaft mit Else Rautenstein, da derartige Kinder üblicherweise den Namen „von Sachsen“ führten.
- Franz Rautenstein († nach dem 26. Dezember 1618)

Mit Else Rautenstein
- Katharina von Sachsen (1565–1587) ⚭ 1579 Johann Grotjan[2]